# Landscape with title (Garau)
Landscape with title, également appelé « Paesaggio con titolo », est une peinture murale de l'artiste de rue Salvatore Garau, réalisée sur un mur de MAPP - Museo d'Arte Paolo Pini, à Milan, Italie.

## Histoire
Peint en 1993 sur la façade d'un immeuble d'un hôpital à Milan, en tant qu'art de rue légale en Italie, une autorisation et une protection rétrospectives ont été accordées à l'œuvre par le Musée d'art contemporain MAPP - Museo d'Arte Paolo Pini, qui détient les droits de propriété.

## Description

### Création
Afin d'atteindre la hauteur appropriée et de maintenir le secret de la peinture murale lors de sa création, un échafaudage a été érigé contre le mur, le tout recouvert d'une bâche. Après trois jours, le conseil municipal a enlevé l'échafaudage, découvrant ainsi l'œuvre d'art.

### Articles Connexes
- Peinture murale
- Banksy
- Art urbain
- Art contemporain
- Sculpture of the Lake (Garau)
- Universitâ antartica (Garau)